# L'Apollon de Bellac
L'Apollon de Bellac est une pièce de théâtre en un acte de Jean Giraudoux, écrite en 1942 pour Louis Jouvet, alors en exil en Amérique du Sud, et représentée pour la première fois par l'acteur et metteur en scène 16 juin 1942 au théâtre municipal de Rio de Janeiro.

## Historique
Alors que Giraudoux est en France, il continue à correspondre avec Louis Jouvet qui s'est exilé avec sa troupe. Il écrit alors cette pièce entre juillet 1941 et janvier 1942 qu'il intitule initialement L'Apollon de Marsac. Reçue dactylographiée par Jouvet le 25 février 1942, elle est donnée au mois de juin 1942 au Théâtre municipal de Rio de Janeiro. La pièce est reprise par la Compagnie Louis Jouvet à Paris le 19 avril 1947 au Théâtre de l'Athénée.

### Distribution à la création parisienne
- Louis Jouvet : Le monsieur de Bellac
- Léo Lapara : L'huissier
- Dominique Blanchar : Agnès
- Fernand René : Le secrétaire général
- Jacques Monod : M. de Cracheton
- Jean Dalmain : M. Lepédura
- Michel Etcheverry : M. Rasemutte
- Hubert Rouchon : M. Schulze
- Maurice Lagrenée : Le président
- Suzanne Courtal : Mlle Chèvredent
- Lucienne Bogaert : Thérèse

## Argument
Dans la salle de dépôts des « petites et grandes inventions », une charmante jeune femme, Agnès, tente d'obtenir un rendez-vous avec le Président de l'institution pour obtenir une place. Un peu gauche, elle ne réussit pas à passer la barrière de l'huissier. Un monsieur de Bellac alors lui donne un conseil : pour obtenir ce qu'elle souhaite auprès des hommes, elle doit simplement leur dire « qu'ils sont beaux », et de les comparer à un « Apollon de Bellac », statue grecque évidemment fictive. Dubitative, mais confiante en cet inconnu, elle s'essaie dès lors systématiquement au stratagème auprès des différents fonctionnaires de l'administration et finit ainsi par atteindre le Président du bureau. Celui-ci, charmé par l'« aveu » fait par Agnès sur sa beauté renonce à son mariage et se déclare à Agnès. Dans une ultime déclaration, faite les yeux fermés au monsieur de Bellac, Agnès s'enflamme pour cet Apollon imaginaire qui lui a tant servi.